# Esport a Eslovàquia
L'esport a Eslovàquia està influenciat per la geografia i el clima del país; entre els esports d'estiu més populars s'hi troben el futbol, el tennis, el voleibol, la natació, el ciclisme i l'excursionisme, mentre que entre els esports d'hivern hi destaquen l'esquí i l'snowboard, entre d'altres. Els esports amb més aficionats, a Eslovàquia, són el futbol, l'hoquei sobre gel i el tennis. El país disposa d'un sistema habitual entre els països de l'antic bloc de l'Est, on els esports són finançats, principalment, a partir del pressupost estatal. El 2012 l'estat eslovac va pagar 30.402.634 d'euros a uns 7.500 clubs esportius diversos.
A nivell internacional, l'esport eslovac més exitós ha estat l'hoquei sobre gel; la seva selecció nacional estava situada en vuitena posició del rànquing mundial l'an 2012.

## Història
Fins a la Revolució de Vellut, el sector esportiu estava molt centralitzat i orientat cap a un programa unificat i nacional de l'esport. El 1990, la Llei No.173/1990 va ser adoptada per l'Assemblea Federal de la República Federal de Txeca i Eslovaca, en substitució de la Llei No. 68/1956 en Organització de l'Educació Física. Així mateix, aquell any 1990 el Consell Nacional de la Republica Eslovaca va aprovar la Llei de Cultura Física No. 198/1990.
El 1997 el nou Consell Nacional Eslovac va aprovar la Llei No. 288/1997 en Cultura Física, on es van incloure articles en activitats educatives i comercials a l'esport. Després de la Llei de Finançament Estatal de Cultura Física No. 264/1993, el Consell Eslovac va aprovar el finançament de l'esport mitjançant fonts provinents de la loteria, el 1993.
A data de 2011, hi ha registrats uns 13.000 clubs esportius i 661.346 esportistes al país.